# غسيل وردي

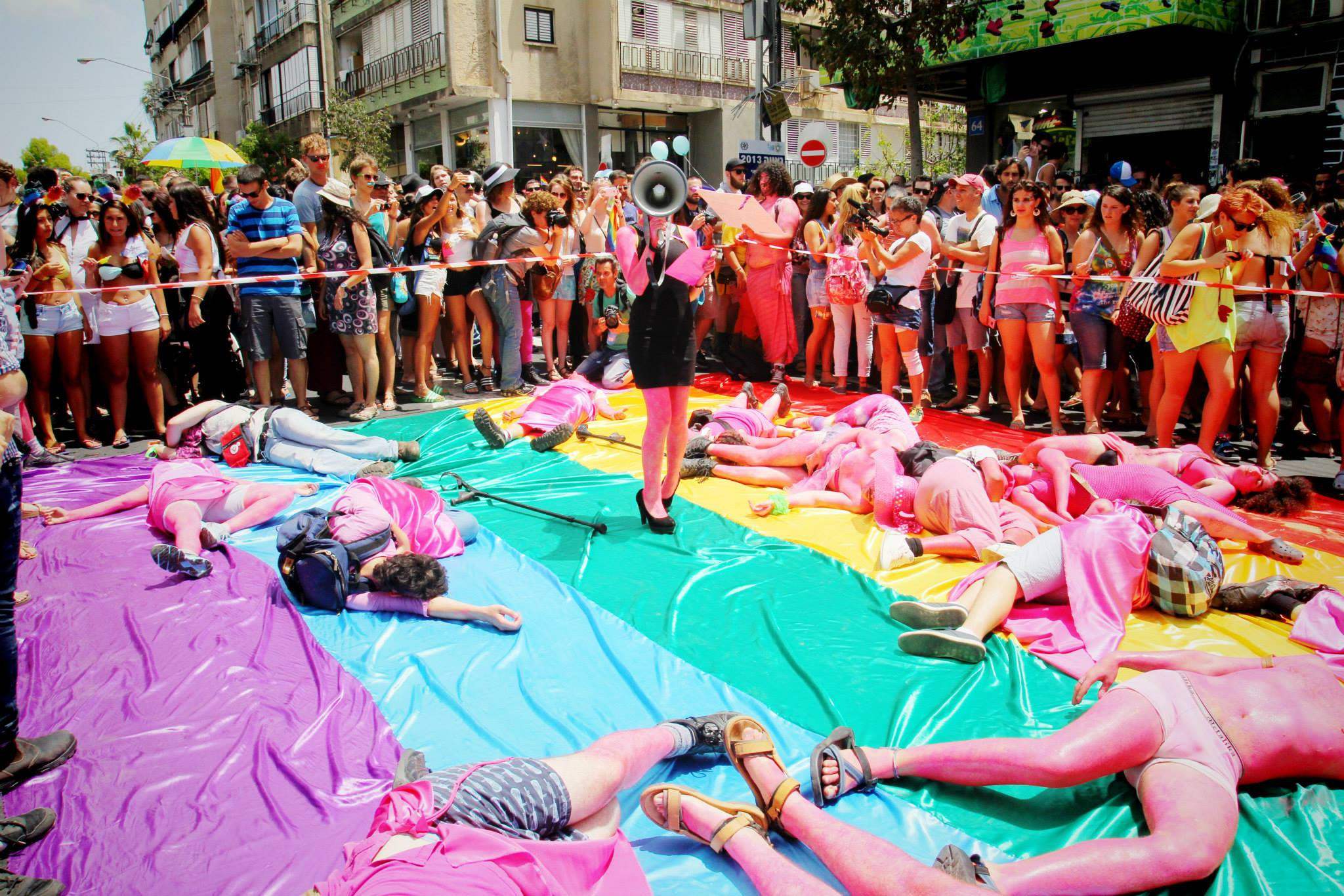
مظاهرة ضد السلطات الإسرائيلية لاستعمالها الغسيل الوردي في سياستها

الغسيل الوردي مصطلح مركب مرتبط بقضية حقوق المثليين، يتم استخدامه لوصف مجموعة متنوعة من الاستراتيجيات التسويقية والسياسية التي تهدف إلى ترويج المنتجات أو سياسات البلدان أو الأشخاص أو الكيانات من خلال إظهار مساندة مثلي الجنس، بهدف تسويق صورة تقدمية وحداثية متسامحة تعترف بحقوق الأقليات المضطهدة. تم صياغة هذه العبارة في عام 1992 من قبل مجموعة مقاومة سرطان الثدي لتحديد الشركات التي ادعت دعم مرضى سرطان الثدي والاستفادة من مرضهم.

## الغسيل الوردي الإسرائيلي

### تاريخه
أطلق مصطلح «الغسيل الوردي» على الحملة الدعائية الإسرائيلية «براند إسرائيل» الممنهجة وفق مبدأ عنصري وذات المنطق الاستعماري الذي يروج لإسرائيل في الأواسط المثلية العالمية والليبرالية على أنها دولة متسامحة مع المثليين والمثلية وذلك في سبيل تبييض وجهها وتحسين صورتها كدولة احتلال واستعمار لدولة ديمقراطية وليبرالية ومنفتحة. يصاحب هذه الحملة حملات ترويج عالمية أخرى تدّعي أن الفلسطينيين يعانون من داء رهاب المثلية المتمثل في ثقافتهم العربية والإسلامية وفي بنيتهم الاجتماعية والدينية. ولهذه لحملة ما يرسخ النظرة الاستعمارية العنصرية المبنية على أساس العرق كأداة للتفريق بين الشعوب وربط الثقافات المتحضرة والهمجية وفقًا لها.
تستخدم إسرائيل الغسيل الوردي بدوره إستراتيجية للتغطية على صورتها السيئة بسبب ممارستها الاحتلالية والعسكرية من خلال استغلال خطاب حقوق المثليين وبالذات الترويج إلى تل أبيب «عاصمة للمثليين في الشرق الأوسط».
يشرح الكاتب جان ستيرن (Jean Stern) في كتابه «سراب مثلي في تل أبيب» الصادر باللغة الفرنسيّة (آذار 2017)، استراتيجيّة التسويق التي تقوم بها إسرائيل لجذب مجتمع المثليين الغربيين بناءً على تحقيق أجراه، يقول ستيرن خلال مقابلة معه حول الكتاب وعن التعاقدات الإسرائيليّة مع شركات إعلانات في أوروبا بهدف استقطاب المثليين من خلال السياحة «يتعلق الأمر بشركة أوت ناو (Outnow)، التي اعتادت بالتسويق لعلامات تجارية مثل (Orange, IBM)  كما تقوم بالتسويق للمدن مثل برلين وفيينا وكوبنهاغن».
بدءًا من العام 2008، وضعت الحكومة الإسرائيلية هيكلية لـ «براند إسرائيل» (Brand Israel) المتصلة مباشرة بمكتب وزيرة الخارجية في ذلك الوقت، تسيبي ليفني؛ عميلة سابقة في جهاز الموساد. استعمل فريق ليفني كل الموارد التسويقيّة لتحسين صورة إسرائيل حول العالم، وأنفقت عشرات ملايين الدولارات خلال عدة سنوات. ومن بينها، عقد المؤتمر العالمي للسياحة للأشخاص الذين يعيشون تجارب جنسيّة مختلفة.
وبدءًا من عامي 2009-2010، بدأ التدفق السياحي حيث يشارك عشرات الآلاف السياح المثليين الغربيين سنويا في مهرجان الفخر المثلي في تل أبيب في بداية شهر حزيران/يونيو. وتعتبر سياحة مربحة للغاية لأنها تسمح للكثير من البارات والنوادي الليلية والفنادق بالعمل. وعلى الرغم من أن إسرائيل قد أنفقت الكثير من المال على ذلك، لكن عائدات هذا الاستثمار كانت مغرية ليس فقط لأنها ساهمت في جذب السياح إلى تل أبيب، إنما أيضا لأنها ساهمت في تغيير صورة البلاد عند المثليين مع هذه الجملة الشديدة التبسيط، ولكنها للأسف معتمدة: «إنه بلد لطيف معنا فلا يمكنه أن يكون سيئا كما يقولون مع الفلسطينيين».
على الصعيد الدولي، تحرص إسرائيل على تشجيع السياحة المثلية من خلال زيارات يقوم بها وزير السياحة الإسرائيلي، تؤكد فيها أن الغسيل الوردي هو هدف مركزي لدى الحكومة الإسرائيليّة من أجل الحصول على دعم قيادات حركات المثليين العالميّة، وجزء من تلميع صورة إسرائيل عالميًا. على سبيل المثال، في العام 2015 في لقاء لناشطين وقياديين في حركة المثليين في مدينة لوس أنجلوس الأمريكية مع وزير السياحة الإسرائيلي، ادعى نائب رئيس اللجنة اليهوديّة الأمريكيّة للسياسات العامة أن «مع ازدياد المقاطعة (BDS) في الجامعات وازدياد معاداة الساميّة، من المهم أن يكون هناك مجموعات أخرى إلى جانبك. من المؤسف أن نسمع أن مجموعات طلابيّة مثليّة تدعم مجموعة»طلاب من أجل العدالة في فلسطين «. كيف لا يفهون أن إسرائيل المكان الوحيد في الشرق الأوسط حيث يكون المثلي فيه آمنًا ومرحبًا به؟ حيث تتمتع المرأة والأقليّات بحقوق متساوية، حيث تسود الديمقراطيّة».
تم تطوير هذه الاستراتيجيّة من خلال خبراء أمريكيين في مجال التسويق تعاقدت معهم ثلاث جهات إسرائيليّة عام 2005: وزارة الخارجيّة، مكتب رئيس الوزراء ووزارة الماليّة لإطلاق حملة دعائيّة عالميّة عُرفت لاحقًا باسم «براند إسرائيل» Brand Israel لمواجهة حرمة المقاطعة الدوليّة.
يقول الديبلوماسي الإسرائيلي الذي عمل في الخارجية الإسرائيليّة لسنوات طويلة عيدو أهاروني Ido Aharoni ومؤسس فكرة Brand Israel أن: "لكل بلد له شخصيّة معينة تُعرف بها عالميًا، مثلًا البرازيل للمتعة، باريس للرومانسيّة، لكن إسرائيل، وبحسب أبحاث أجريت، ترتبط صورتها بالصراع وهذه الصفة سيئة لن تجلب السيّاح حتى لو كانوا مؤيدين لإسرائيل. لذلك عمل أهاروني من خلال Brand Israel على تغيير هذه الصورة من خلال التسويق أن إسرائيل مكان جذّاب لوجهات مثل الطاقة المتجددة، الزراعة الصحراويّة، إضافة لمجال الأفلام، الرقص، الفنون وأنماط الحياة والترفيه.
وهذا ما تم إتّباعه لاحقًا تجاه مدينة تل أبيب على كونها صديقة للمثليين لدرجة أنها مدينة مثليّة. ويعتمد خطاب الغسيل الوردي أيضًا على الترويج لمقولة أن تل أبيب أو إسرائيل البلد الوحيد في الشرق الأوسط الآمن والمرحب والصديق للمثليين. ويمكن اعتبار الغسيل الوردي من خلال هذا الخطاب أيدولوجيّة ومشروع بروبوغندا إسرائيلي استراتيجي. هذا المشروع يتقاطع أيضًا مع مشروع «الهاسبراه» Hasbara  وتعني التفسير/الشرح وتنشط على واجهات عدّة من الديبلوماسيّة العامة والعلاقات لتحسين صورة إسرائيل في العالم، ومن أبرز مضامينها: «1- أعداء إسرائيل يسعون لنزع الشرعيّة عنها. 2- العرب لا يقبلون حق الشعب اليهودي في تقرير مصيره. 3-إبراز قصّة النجاح الإسرائيلي في إقامة دولة ديمقراطيّة. 4- إبراز قضايا انتهاك حقوق الإنسان في الشرق الأوسط، وقمع الحريّات الدينيّة والسياسيّة للأقليّات في الشرق الأوسط. 5- إسرائيل تؤمن بالسلام لكن جيرانها العرب لا يؤمنون بذلك ويهددونها باستمرار.»
وفقًا للإحصائيات، تمكنت الحملة من جذب أكثر من ثماني آلاف سائح مثلي في شهر حزيران لعام 2014، على اعتبار هذا الشهر شهرًا للفخر، والذي تعقد فيه مسيرات عالمية وحفلات للمثليين في أرجاء العالم. وانتهجت الحملة إلى جانب ذلك عرض الأفلام المثلية الإسرائيلية لتروّج لمدينة تل أبيب كجنة للمثليين وبأن الجيش الإسرائيلي هو الجيش الوحيد الذي يسمح للمثليين بالانخراط به، وذلك ضمن ما يعرف بالسينما المثلية، والتي تدفعها وتشجعها القنصليات الإسرائيلية في العالم. بالإضافة إلى حفلات غنائية ومحاضرات أكاديمية وعروض لمنظمات مثلية إسرائيلية. 

### أمثلة
واحد من الأمثلة لعمليّات صناعة الغسيل الوردي الفيلم الإباحي المثلي «رجال إسرائيل» Men’s of Israel، الذي صدر عام 2009 للمخرج الروسي الإسرائيلي مايكل لوكاس Michael Lucas والذي رُوّج له على أنّه أول فيلم إباحي مثلي إسرائيلي. صُوّر الفيلم في العديد من المناطق مثل تل أبيب وحيفا والبحر الميت وقرية لفتا الفلسطينيّة المُهجّرة عام 1948 والمُدمّرة، والتي لا يستطيع أهلها العودة إليها حتّى اليوم. كتب المخرج في موقع الفيلم الرسمي «خلقت وسائل الإعلام العالميّة صورة عن إسرائيل كمنطقة مزّقتها الحرب. الصور التي تُبث إمّا من الضفّة الغربيّة أو قطاع غزّة، بغض النظر إذا كان للقصة وجهة نظر مؤيدة أو مضادة. لم يكن يظهر أبدًا تل أبيب وحيفا والبحر الأحمر والبحر الميّت، والشواطئ الجميلة والهندسة المعماريّة المذهلة وثقافة الاحتضان التي تسمح لمواطنيها بالازدهار. لهذا السبب، بالإضافة لعرض براعة الرجال الإسرائيليين، استكمل لوكاس «رجال إسرائيل» كخطوة جريئة لتعزيز الثقافة الإسرائيليّة والسياحة». لا يُظهر الفيلم المستوطنات القائمة على المواقع التي صُورت فيه مشاهده ولا يذكر أن لفتا قرية مهجّرة، ومن خلال هذا العمل نرى كيف أن الغسيل الوردي يرتكز على مزاعم «حقوق المثليين» التي تبدو شاملة وغير سياسيّة من خلال تصوير إسرائيل كليبراليّة للمثليين، إلّا أنّها تخفي سياسة تعتمد على التصنيف العنصري.
يروّج الغسيل الوردي أيضًا خطابًا تجاه المثليين الفلسطينيين يدعي من خلاله أن إسرائيل هي المكان الآمن لهم لأنها تحمي حقوق المثليين. وتعتبر هذه جزئيّة هامّة من خطاب الغسيل الوردي التي لا يمكن فصلها عن المنطق الاستعماري وراء هذا الخطاب والمخيّلة التي يرسمها إذ أن «الصهيونيّة والغسيل الوردي ينفون الانتماء الفلسطيني، وعمليّة التنصل ومحو الجسد الفلسطيني جزء أساسي من الغسيل الوردي الإسرائيلي، حيث تظهر دائمًا صورة الفلسطيني كتهديد أمني، وصورة المثلي الفلسطيني كضحية ثقافة مجتمعه ولاجئ إلى إسرائيل التي تعطيه الملجأ». وتكمن العلّة في هذا الخطاب أنه يُقسّم المجتمع إلى ثنائيّات حول رهاب المثليّة كإطار سياسي من خلال من هم «حلفاء للمثليين» ومن هم «أعداء للمثليين»، ويُخفي طبيعة النظام القائم، وهو خطاب تتبناه العديد من الحركات والجمعيّات المثليّة حول العالم، فتُصبح مثلًا تل أبيب هي الملجأ الذي يُنقذ المثلي الفلسطيني، والإنقاذ في هذا السياق يعني كُره الفلسطيني المثلي لمجتمعه.
تجدر الإشارة أيضًا إلى أن الترويج أصلًا لفكرة أن تل أبيب هي ملجأ للمثليين الفلسطينيين، فكرة غير صحيحة لأنها تخفي واقعًا مغايرًا يعيشه من يقرر الذهاب للعيش هناك من صعوبات حياتيّة وملاحقة الشرطة التي تبحث عن الفلسطينيين الذين دخلوا إسرائيل بطريقة «غير شرعيّة»، إضافة إلى استغلال الشاباك أسلوب الابتزاز الاجتماعي للمثليين بهدف الحصول على معلومات استخباراتيّة _أسلوب الابتزاز الاجتماعي يتّبعه الشاباك ليس فقط مع المثليين_ من خلال تهديدهم بالإبلاغ عنهم أو فضحهم. من خلال وحدة الرصد الإلكتروني  المعروفة باسم وحدة 8200، يتم مراقبة الفلسطينيين، ومنذ ثلاث سنوات، نشر 43 جنديًا من الاحتياط في هذه الوحدة بيانًا يدينون فيه العمل المطلوب منهم فيها؛ مراقبة المثليين والمثليّات و«الزناة» ومدمني الكحول بهدف ابتزازهم لاحقًا. لذلك يُعتبر الغسيل الوردي آلية عنيفة تجاه المثليين الفلسطينيين لأنه «يبعهم» متعة متخيلة غير صحيحة.
كما أن الغسيل الوردي يُخفي أيضًا رهاب المثليّة داخل المجتمع الإسرائيلي نفسه، ولا يذكر حالات الاعتداءات العديدة التي حصلت من قبل إسرائيليين تجاه المثليين وصلت بعضها إلى عمليّات قتل وفي مدينة تل أبيب نفسها. كما يُخفي الغسيل الوردي آراء _وإن كانوا قلّة داخل المجتمع الإسرائيلي_ العديد من المعارضين الإسرائيليين للغسيل الوردي وللسياسات الإسرائيليّة الاحتلاليّة. منهم من قرر الهجرة أصلًا من إسرائيل ولم يعد يراها بلدًا آمنًا أو مريحًا لهم كأشخاص يُعرّفون أنفسهم كوير وضاقوا ذرعًا بالهيمنة الغيريّة الصهيونيّة على المجتمع الإسرائيلي وثقافته، فحتى في الوقت الذي كان يُحتفل به في مسيرة الفخر، أسقط الكنيست اقتراحات قوانين متعلّقة بحقوق المثليين.

### الحراك المناهض
أطلقت حركة BDS ونشطاء كويريون عرب عام 2010 لتوحيد الجهود المبذولة لمناهضة سياسات الغسيل الوردي بهدف تعزيز الجهود التي تقوم بها الحركات الكويرية العالمية ضد الغسل الوردي ومن أجل دفع المقاطعة والعقوبات وحملة سحب الاستثمارات من إسرائيل فيما يتعلق بالمشاريع الكويرية العالمية كعرض الأفلام التي تتناول القضايا المثلية. وبهذا فهي منظمة وحركة تجمع بين BDS العالمية، وكويريون فلسطينيون وعرب وعالميون من جميع أنحاء العالم من أجل فضح حملة الغسيل الوردي.
ووفق المؤرخ إيلان بابيه، فإن المؤسسة الأكاديمية الإسرائيلية وفي سعيها من أجل التصدي للدعوات المنادية بالمقاطعة الأكاديمية لإسرائيل في بداية الألفية الثالثة، بدأت التعاون مع جمعيات دعم المثليين الضاغطة حول العالم. وقد تلقّت هذه الحملة دعمًا من الحكومات الإسرائيلية بغيةَ إفشال جهود المقاطعة التي تتعرض لها.